# Karl William
Karl William Wandahl (født 1. januar 1995 i Aarhus) er en dansk sanger. Han er kendt for sine udgivelser Døende fra 2014, Placebo fra 2015 og Livet fra 2016.

## Karriere
Karl William fangede første gang offentlighedens kendskab med "Kostumeramt" som en del af det Aarhus-baserede kollektiv Hukaos bestående af William, Tais og Louis Rustum på kollektivets EP-udgivelse, 1. sal. Det var dog på EP-udgivelsen Døende fra 2014, at han opnåede hitlistesucces med en 8. plads på Tracklisten. EP'en var produceret af Eloq (Cheff Records), Tais (kollektivet Hukaos), Carl Barsk og Emil Hesselbæk. GAFFA og Soundvenue gav begge EP-udgivelsen fire stjerner.
Den 4. maj 2015 udkom Karl Williams debutalbum Placebo. Albummet blev generelt godt modtaget med bl.a. fem stjerner i GAFFA, Soundvenue og Berlingske gav albummet fire stjerner, mens Politiken var mindre begejstrede og gav albummet tre hjerter. Debutalbummet er produceret og komponeret af Mathias Klysner, Tais Stausholm, Carl Barsk og Emil Hesselbæk.
Karl William blev den 16. oktober 2015 tildelt prisen P3 Talentet "for sin stærke debut".
Karl William blev d. 21. oktober 2016 tildelt 'P3 Prisen 2016' 

## Diskografi

### EP/albummer
| År   | Titel      | Højeste placering |
| År   | Titel      | Danmark           |
| ---- | ---------- | ----------------- |
| 2013 | 1. Sal     |                   |
| 2014 | Døende     | 8                 |
| 2015 | Placebo    | 26                |
| 2016 | Livet - EP |                   |

### Singler
- "Foruden at forgude" (2014)
- "Placebo" (2015)
- "Tale om noget" (2015)
- "Alt er fint" (2016)
- "Blind igen" (2016)
- "Forstenet" (2017)
- "Lidt Ad Gangen" (2017)
- "Om Igen" (2017)
- "Samme Vej" - Burhan G (2018)
- "Høje Strå (Dunhammer)" (2018)
- "Forfra" (2019)

## Priser
- P3 Guld 2015 (P3 Talentet)[15]
- P3 Guld 2016 (P3 Prisen)[16]